# Соколовка (Давлекановский район)
Соколо́вка (баш. Соколовка) — деревня в Давлекановском районе Республики Башкортостан Российской Федерации. Административный центр Соколовского сельсовета.

## География

### Географическое положение
Находится на правом берегу реки Дёмы.
Расстояние до:
- районного центра (Давлеканово): 9 км,
- ближайшей ж/д станции (Давлеканово): 9 км.

## Население
| 2002 | 2009 | 2010 |
| ---- | ---- | ---- |
| 463  | ↗519 | ↘514 |

### Национальный состав
Согласно переписи 2002 года, преобладающая национальность — башкиры (59 %).

## Религия
В деревне есть мечеть.